# Assunna-moskee
De Assunna-moskee (Arabisch: مسجد السُّنَّة) is een moskee ontworpen door Jean-François Zevaco in een modernistische bouwstijl in Casablanca, Marokko in 1966. Het bevat brutalistische architectonische elementen zoals ruw beton.
Het liet zich inspireren door Oscar Niemeyer's Kerk van Sint Franciscus van Assisi in Pampulha, Belo Horizonte.